# 핑크베리
핑크베리(pinkberry)는 프로즌 요구르트 등 프로즌 디저트를 판매하는 프랜차이즈이다. 상류층을 타겟으로 하고 있다. 본사는 애리조나주 스코츠데일에 있다. 2014년 11월 기준으로, 점포 수는 19개 나라, 미국 27개 주에 걸쳐 250개이다. 핑크베리의 점포는 대부분 캘리포니아주 남부에 있다. 뉴욕 시에도 16개의 점포가 있다.
핑크베리의 첫 번째 점포는 2005년 1월 캘리포니아주 웨스트할리우드에서 문을 열었다. 한국계 미국인 황혜경 이 창업하였다. 일부 사람들은 핑크베리의 제품들을 가리켜 "크랙베리"(Crackberry), "얼린 헤로인 주스"(frozen heroin juice)라고 불렀다. (크랙베리라고 별명이 붙은 것에는 또한 유명한 휴대전화 블랙베리가 있다.) 핑크베리사는 그 회사의 고객들이 "컬트" 취향인 것을 잘 인지하고서는, 회사 홈페이지에 "그루피 코너"(groupie corner)라는 것을 두고 있다.  2007년, 핑크베리사는 아메리칸 익스프레스 카드 사의 중규모 비즈니스 회사들을 타겟으로 하는 새로운 카드인 "플럼 카드"(Plum Card)의 광고의 주제 기업이 되었던 바 있다. 이 광고는 "황혜경 씨와 이영 씨가 문화적으로 진기한 사건을 3년 만에 일으켰다는 것이 정말 놀랍다"는 내용을 담고 있다. 

## 역사

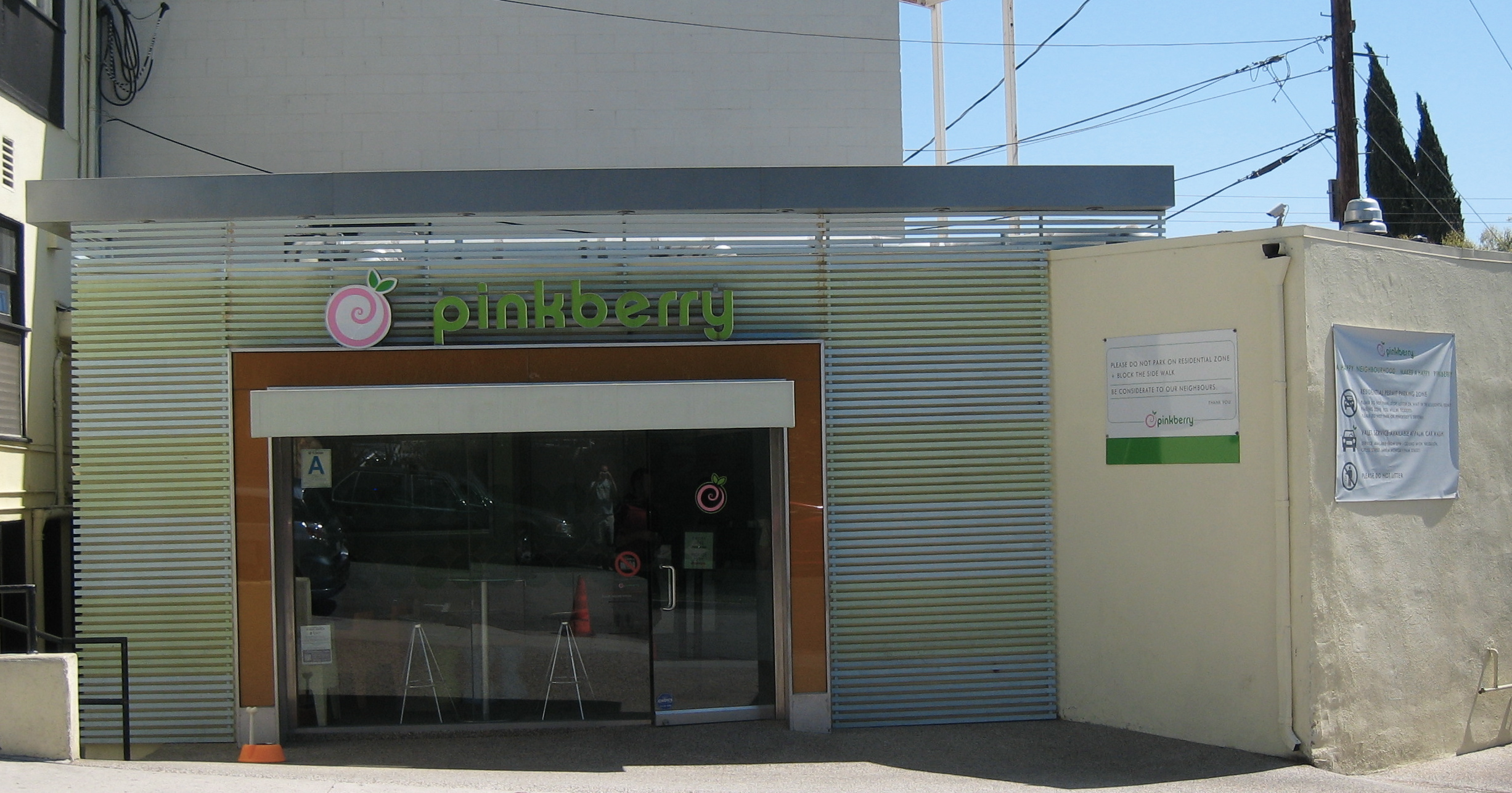
원조 핑크베리 레스토랑. 웨스트 할리우드 산타 모니카 불버드 헌틀리 드라이브에 위치함.

황혜경이 처음으로 시작한 사업은 전통적인 영국식 찻집이었다. 캘리포니아 주, 웨스트 할리우드에 있는 작은 주택가 골목인 헌틀리 드라이브(Huntley Drive)에 처음으로 점포를 냈다. 하지만 시 당국이 황혜경과 그녀의 동업자 건축가 이영에게 영업 허가를 내주지 않자, 그들은 프로즌 요구르트 점포를 하기로 결심하였다. 80년대의 프로즌 요구르트 열기를 복고해보기로 한 것이었다. 핑크베리는 고급 이미지를 고객에게 심어주기 위해, 스타벅스가 커피 판매대를 점포 안으로 들여놓았듯이 프로즌 요구르트 판매대를 점포 안으로 들여놓았다. 얼마 안 있어 점포는 크게 성공하였다. 사람들은 다른 동네에서 차를 몰고 와서 마을 어귀에 아무데나 주차한 후 줄을 서서 이삼십 분을 기다린 끝에 프로즌 요구르트를 사가곤 하였다. "1000 여 개의 주차 위반 딱지를 끊게 한 그 맛"의 프로즌 요구르트를 사가기 위해서였다. 두 번째 점포는 2006년 9월에 문을 열었다. 이후로도 프랜차이즈는 계속 남 캘리포니아 지역 및 뉴욕 시 지역에 점포를 개장해나아갔다.
2007년 10월 16일, 핑크베리사는 매버론(Maveron)사로부터 2750만 달러의 투자를 받았다. 메버론은 스타벅스의 경영자인 하워드 슐츠가 세운 벤처 펀드였다. 투자를 받은 이유는 프랜차이즈를 미국 전역으로 확장하기 의한 것이었다.  2007년 말, 핑크베리는 아메리칸 익스프레스 카드 사의 새로운 플럼 카드 광고에 등장하기 시작하였다. 핑크베리와 플럼 카드를 여배우 로렌 그라함의 목소리로 광고하였다. 새 카드에 대해, 배타적인 분위기를 주기 위해, 아메리칸 익스프레스 사는 이 카드를 초기에 10000여장만 발급하였다. 핑크베리는 번호 #1170번의 카드를 받았다.

## 메뉴

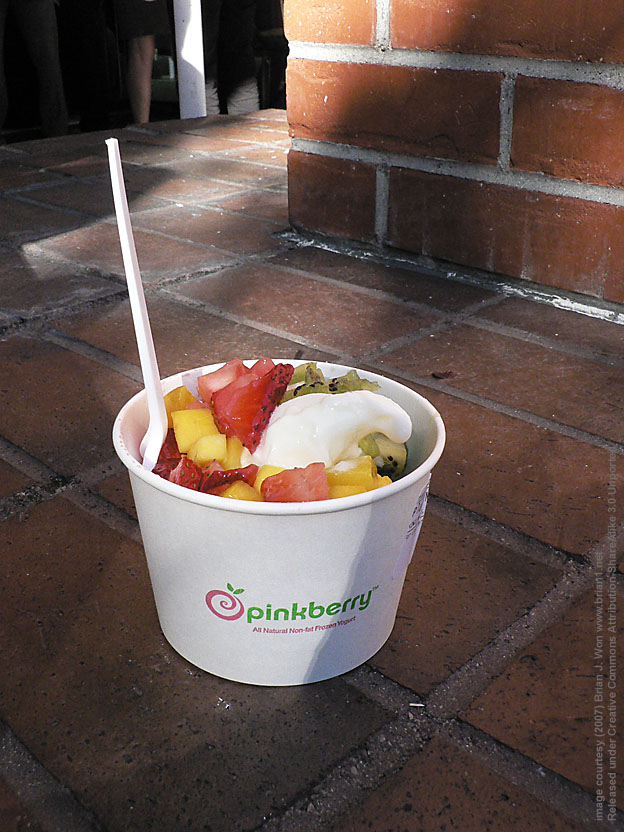
미디엄 크기 오리지널맛 프로즌 디저트

핑크베리의 메뉴는 오리지널맛, 녹차맛, 커피맛 프로즌 요구르트 스타일 디저트 세 가지로 구성되어 있다. 이 중 커피맛은 2008년 1월에 새로 생겼다. 핑크베리 3주년 기념으로 새로 생겼던 것이다. 크기(size)는 스몰 (5 oz), 미디엄(8 oz), 라지(13 oz)의 세 가지이다. 이외에도, 생과일 혹은 녹차 셰이브드 아이스(shaved ice), 2종류의 스무디 메뉴가 있다. 핑크베리 오리지널맛 디저트는 1/2컵 당 70 칼로리이고, 커피맛 디저트는 1/2컵당 90 칼로리이며, 녹차맛 디저트는 1/2컵당 50 칼로리이다. 지방은 0 g 들어 있으며, 설탕은 5 g 들어있다. (1.4 티스푼에 해당한다.)
과일 토핑(topping)은 점포에서 바로 잘라 얹어 판다. 딸기, 나무딸기, 블루베리, 블랙베리, 바나나, 키위, 망고, 파인애플이 과일 토핑에 해당한다. 드라이 토핑(Dry topping)도 있다. 아몬드, 캐럽 칩, 체스트넛, 초콜릿 칩, 코코아 페블, 프루이티 페블, 코코넛, 모치, 요구르트 칩, 쿠키'n 크립, 그라놀라(납작 귀리(rolled oat)에 건포도나 황설탕을 섞은 아침 식사용 건강 식품), 캡'n 크런치 등이 있다. 계절별 토핑 메뉴도 갖추고 있다. 석류 씨, 여지 열매 토핑도 있다.

## 영양
보통, 핑크베리의 "오리지널맛 프로즌 요구르트" 1인분은 1/2컵이다.
| 크기   | # 차림 | 컵  | 칼로리 | 설탕 (단위:g) | 설탕 (단위:티스푼) |
| ------ | ------ | --- | ------ | ------------- | ------------------ |
| 스몰   | 1.4    | 0.7 | 98     | 16.8          | 약 4               |
| 미디엄 | 2.2    | 1.1 | 154    | 26.4          | 약 6               |
| 라지   | 3.6    | 1.8 | 252    | 43.2          | 약 10              |

오리지널 핑크베리 프로즌 요구르트 1/2컵의 영양소 정보이다.
- 칼로리 70
- 지방에서 나오는 칼로리 0
- 총 지방 0g
  - 포화지방 0g
  - 트랜스지방 0g
- 콜레스테롤 5 mg
- 나트륨 55 mg
- 총 탄수화물 14g
  - 식이 섬유 0g
  - 설탕 12g
- 단백질 3g
- 바이타민 A 0%
- 바이타민 C 8%
- 칼슘 10%
- 철분 0%[7]

핑크베리의 오리지널 맛 프로즌 요구르트는 팻-프리(fat-free)이다. 단, 토핑을 추가하면 칼로리, 설탕, 지방 등이 추가된다.

## 경쟁사
핑크베리가 성공하자 다른 기업들이 프로즌 요구르트 시장에 뛰어들었다. 경쟁이 격화되었으며 시장이 혼잡해졌다. 스월스, 키위베리(kiwiberri), 베리 굿(Berri Good) 요겔리나(Yogelina), 요구르베리(Yogurberry) 등 많은 경쟁자가 등장하였다. 핑크베리사와 비슷한 사업을 시작한 사업주들에게 프로즌 요구르트 믹스를 공급하는 업체인 CIELO USA 등에 의해 경쟁이 격화되었다. 업계는 점포 당 1일 평균 1500 명의 고객이 들르며, 1달에 점포 당 25만 달러 (한화 환산 약 2억 5천만원)의 매출을 내는 것으로 보기 때문에, 이러한 경쟁 심화는 당연한 것이었다. 많은 프로즌 요구르트 애호가들은 핑크베리가 사실은 대한민국의 프로즌 요구르트 업계의 거인 레드 망고를 모방한 것이라 여기고 있다. 레드 망고는 최근 미국에 진출하여 웨스트우드 빌리지, 샌디에이고, 팔로 알토, 라스베가스, 뉴욕 시 14번가, 뉴욕 시 32번가 등에 점포를 낸 바 있다.

## 점포 디자인

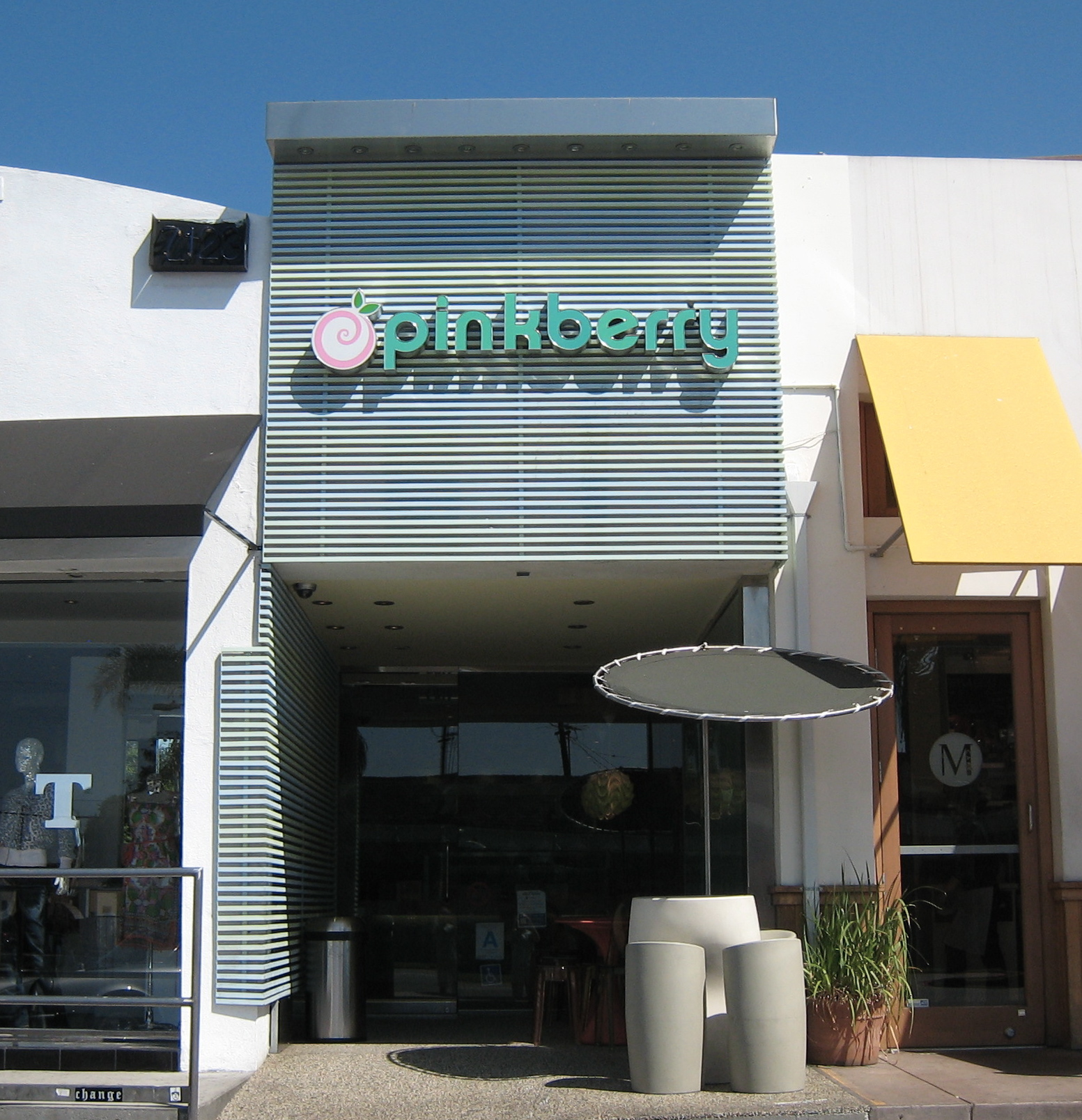
핑크베리 로스앤젤레스 멜로즈 애비뉴점.

핑크베리의 성공에 기여한 요소 중 하나는 필립 스탁의 점포 가구 및 르 크린트(Le Klint)의 점포 조명을 사용한 점포 디자인이었다. 이러한 것들은 저칼로리, 저지방 프로즌 요구르트 디저트 제품과 조화를 이루었다. 핑크베리 점주들은 벽면을 파스텔 색상으로 칠했으며, 자연석 조약들들을 바닥에 깔았다. 한편, LA의 디자인 회사인 페로콘크리트(Ferroconcrete)가 핑크베리의 공식 웹사이트를 만들었다.

## 논란
핑크베리가 판매하는 프로즌 요구르트는, 처음에는 "프로즌 요구르트"라고 마케팅되었지만, 실질적으로는 캘리포니아주 식품농업청의 프로즌 요구르트의 정의에 맞지 않았다. 온스 당 박테리아 배양균(유산균)이 함량 미달이었기 때문이다. 로스앤젤레스 타임스가, 핑크베리의 제품 샘플을 한 연구실에 보내서, 핑크베리의 제품에 유산균이 들어 있기는 하지만, 캘리포니아주 주법에 의해 그것을 프로즌 요구르트라고 부를 수 없을 정도로, 핑크베리의 제품에 살아 있는 유산균이 적은 수로 들어 있다는 사실을 밝혀내었다. 로스앤젤레스 타임스의 보도에 따르면, 배스킨 로빈스의 제품에는 20만 개의 유산균이 있었던 데 비해, 핑크베리의 제품에는 겨우 6만 9천 개의 유산균이 들어 있었다고 한다. 미국 전미 요구르트 협회(The National Yogurt Association)에는 생 유산균(live and active culture) 요구르트라고 인증 봉인을 부착할 수 있는 기준이 있다. 냉장 요구르트 제품에는 생산 당시 그램 당 1억 개의 살아 있는 유산균이 들어 있어야 하며, 프로즌 요구르트 제품에는 최소 그램 당 1천만 개의 살아 있는 유산균이 들어 있어야 한다는 것이었다. 이 기준은 살아 있는 유산균 요구르트에 대한 연구 결과에 기반한 것이었다.
핑크베리는 이에 디저트 레서피를 바꿨다. 진짜 요구르트라고 부를 수 있게 말이었다. 2008년 4월 17일에 이르러서야 핑크베리는 공식적으로 미국 전미 요구르트 협회(The National Yogurt Assocication)로부터 생 유산균 요구르트(the Live and Active Cultures Seal)봉인을 획득하였다. "진짜" 요구르트 소송이 제기된 지 3년 만이었다.

## 광고
핑크베리의 광고(advertising)은 대부분 입소문에 의한다.
최근에는 어메리칸 익스프레스 사의 플럼 카드 광고에 핑크베리가 등장하였다. 2008년 1월에는 엘런 디제너러스 쇼에 등장하였는데, 600명 방청객에게 한 컵씩 돌아갔다. 보이 밴드 조나스 브라더스 등, 여러 연예인들이 핑크베리를 격찬하고 있다.
인터넷을 기반으로 한 고객과의 커뮤니케이션으로 주요 타겟층의 트렌드에 부합하고 있다. 핑크베리 홈페이지 내 '그루피(groupie)'코너는 고객이 개인블로그처럼 활용할 수 있는 공간으로써 개인 프로필과 사진, 이야기 등을 올려 핑크베리와 관련된 경험을 서로 공유할 수 있게 하였고 이를 통해 핑크베리 또한 웰빙 디저트라는 프리미엄 디저트 문화아이콘으로 자리잡았다.